# Kościół Niepokalanego Poczęcia Najświętszej Maryi Panny w Gdańsku
Kościół Niepokalanego Poczęcia Najświętszej Maryi Panny – rzymskokatolicki kościół parafialny należący do parafii pod tym samym wezwaniem (dekanat Gdańsk-Śródmieście archidiecezji gdańskiej). Znajduje się w gdańskiej dzielnicy Śródmieście, na terenie Dolnego Miasta.
Świątynia początkowo była kaplicą szpitala katolickiego funkcjonującego w pobliżu od połowy XIX wieku. Kaplica została ufundowana przez Felicitas Tietz, donatorkę o wybitnej umiejętności pozyskiwania środków finansowych. W dniu 26 sierpnia 1857 roku został wmurowany kamień węgielny sprowadzony z rzymskich katakumb, do 1860 roku prace budowlane były prowadzone według projektu Juliusza Augusta Lichta.
Wybudowana świątynia pełniła funkcję kaplicy szpitalnej, ale na nabożeństwa uczęszczali również katolicy z Dolnego Miasta. W 1894 roku niewielka kaplica została rozbudowana, powstało wówczas wnętrze dla pięciuset wiernych. Następna rozbudowa została wykonana w 1911 roku, pomimo tych przekształceń został zachowany jednolity charakter bryły świątyni.

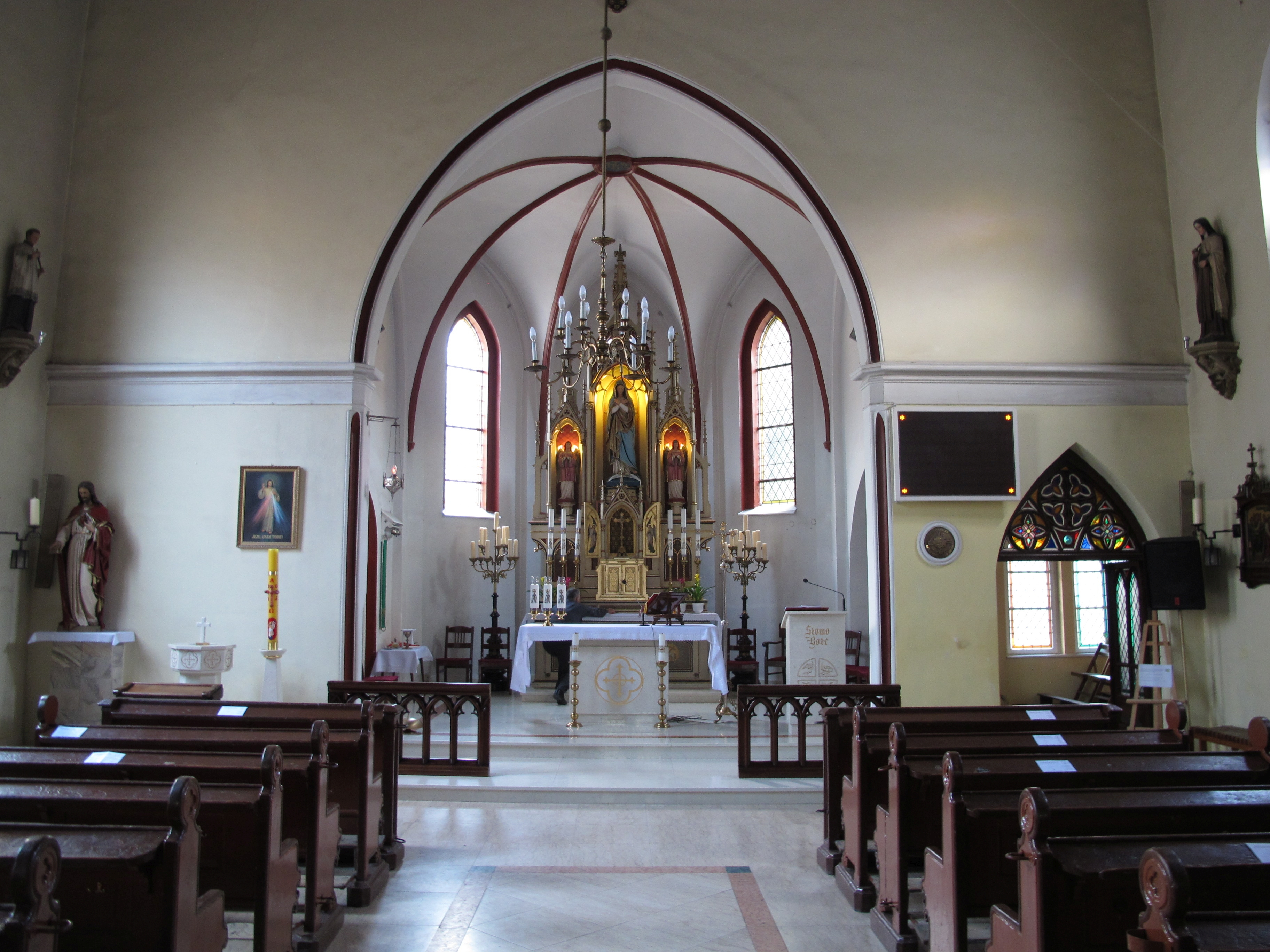
Wnętrze świątyni

Po II wojnie światowej kościół został objęty przez polskich księży diecezjalnych. Bardzo szybko zostały usunięte ślady wojennych dewastacji, znacznie poważniejszym wyzwaniem stała się duszpasterska działalność w specyficznej już wtedy przestrzeni Dolnego Miasta. Na mszach świętych była odnotowywana mała frekwencja, później dzięki staraniom księdza Franciszka Lądowicza mieszkańcy wykazywali znacznie większe zainteresowanie działalnością kościoła. Na pewno sytuację utrudniał brak plebanii, co ograniczało możliwości prowadzenia działalności duszpasterskiej.
W 1949 roku przy świątyni została erygowana parafia obejmująca teren Dolnego Miasta i część Olszynki. Do tego czasu kościół był filią kościoła parafialnego pod wezwaniem św. Mikołaja.
We wnętrzu świątyni zachowało się neogotyckie wyposażenie: ołtarz główny z figurą Maryi Niepokalanie Poczętej, obraz Miłosierdzia Bożego i posąg Najświętszego Serca Pana Jezusa.